# 水戸義忠
水戸 義忠（みと よしただ、1962年12月11日 - ）は、日本の土木工学者。専門は、都市環境工学。
1986年、早稲田大学教育学部理学科卒業。1988年、早稲田大学理工学研究科資源及び材料工学専攻修士課程 修了し、工学修士号を授与された。1993年に早稲田大学より博士（工学）を取得。論文の題は「節理分布性状の確立モデルを用いた節理性岩盤の解析に関する基礎研究」。 その後、2001年に京都大学大学院工学研究科助手を務め、2011年より京都大学大学院工学研究科准教授を務めていた。
所属学会は、土木学会、日本応用地質学会、岩の力学連合会、国際岩の力学学会(International Society for Rock Mechanics)、日本材料学会。

## 著作
- 『ダムの岩盤掘削』土木学会 1992年、ISBN 978-4-810600-89-6